# Кучуково (Зирянський район)
Кучу́ково (рос. Кучуково) — селище у складі Зирянського району Томської області, Росія. Входить до складу Чердатського сільського поселення.

## Населення
Населення — 64 особи (2010; 100 у 2002).
Національний склад (станом на 2002 рік):
- росіяни — 97 %